# Jacques-Henri de Durfort
Jacques-Henri de Durfort, diuk Duras (ur. 9 października 1625 w Duras, zm. 12 października 1704 w Paryżu) – francuski wojskowy i Marszałek Francji.
Służbę wojskową rozpoczął u swego wuja Tureniusza. W latach 1651–57 walczył przeciw królowej Annie i Giulio Mazariniemu. Odznaczył się w kampanii w Franche-Comté, za co został gubernatorem tej prowincji, a w 1675 marszałkiem Francji, a księciem i parem Francji w 1689.
Był bratem teścia pamiętnikarza księcia de Saint-Simon, który opisuje go jako człowieka zawsze mówiącego co myśli i niezdolnego do schlebiania i płaszczenia się przed innymi. Nawet Ludwikowi XIV wygarniał czasem prawdę w oczy.
Mając 80 lat ujeżdżał jeszcze konie, których inni bali się dosiąść.